# Cundiyo
Cundiyo ist ein Dorf im Norden des US-Bundesstaates New Mexico im Santa Fe County. Es hat 95 Einwohner und eine Fläche von 1,3 km². Die Bevölkerungsdichte liegt bei 73,4/km². Cundiyo liegt am Santa Cruz Lake Recreation Area.